# انیران

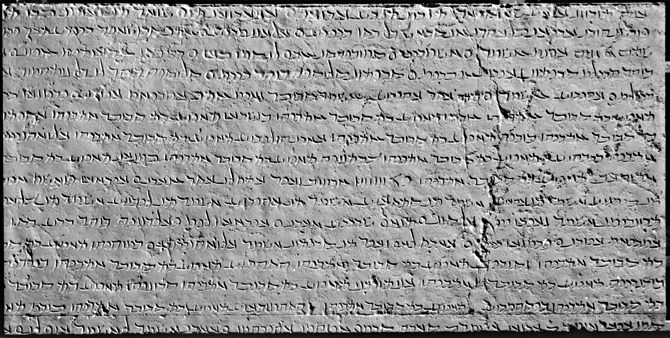
سنگ‌نوشته شاپور یکم بر کعبهٔ زرتشت که به ایران و انیران اشاره دارد.

انیران یک مفهوم دینی-زبانی-قومی به معنی ناایرانی است. در مبنای کلی، به تمامی سرزمین‌های ناایرانی، انیران گفته می‌شود ولی در نوشته‌های دینی، این مفهوم برای اشاره به دشمنان زرتشتیان و ایرانیان به کار رفته‌است.
واژه انیران از واژه پارسی میانه anērān و از پهلوی ʼnyrʼn آمده‌است. این مفهوم در برابر واژه ایران ērān قرار دارد که برای اشاره به مردم ایرانی یا شاهنشاهی ساسانی به کار می‌رود. هرچند در نوشته‌های دینی و شاید در دید سیاسی خود شاهنشاهان ساسانی این مفهوم با مزداپرستی گره خورده‌است. یک انیرانی (پارسی میانه: anēr) کسی است که ایرانی نیست، یا اینکه ایرانی است اما به دین زرتشت باور ندارد. در نوشته‌های زرتشتی پس از سقوط ساسانیان، تمامی مسلمانان صرف نظر از زبان و تبارشان انیرانی خوانده شده‌اند.
کرتیر در سنگ‌نگاره خود گفته‌است که او و موبدان، آتشکده‌های زیادی را در ایرانشهر برپا داشته‌اند که بر طبق گفتهٔ او از این استان‌ها تشکیل شده‌است: پارس، پارت، بابل، میشان، آدیابن، آذربایجان، اصفهان، ری، کرمان، سیستان، گرگان و پیشاور. بر طبق گفتهٔ کرتیر، سوریه، کیلیکیه، ارمنستان، گرجستان، آران یا آلبانیای قفقاز و ولاشگان که تحت کنترل ساسانیان بودند، جز انیران محسوب می‌شدند.
جملهٔ «انیران» (ANĒRĀN) اصطلاحی قومی-زبانی در فارسی میانه است که عموماً به صورت تحقیرآمیز برای اشاره به دشمن سیاسی و مذهبی ایران و آیین زرتشت به کار می‌رفت. از نظر ریشه‌شناسی، این یک شکل جمع با پیشوند منفی است و با ایران (Ērān) در تضاد است. ایران از *Ariyānām گرفته شده و در دوره ساسانی به مناطقی اطلاق می‌شد که توسط «آریایی‌ها» (یعنی ایرانیان) سکونت داشتند یا در آنها زبان‌های ایرانی صحبت می‌شد. انیران، متضاد «ایران»، در اوستا یافت می‌شود. یشت‌های ۸٫۲ و ۱۹٫۶۸ به نابودی سرزمین‌های غیرا ایرانی توسط xᵛarnah- («فرّه») اشاره می‌کنند. بر روی سکه‌ها، در کتیبه شاپور یکم در کعبه زرتشت و بر روی یک مُهر، شاهان ساسانی خود را «شاه شاهان ایران و انیران» می‌نامیدند. ظاهراً شاپور یکم در کتیبه خود مناطقی مانند ارمنستان و قفقاز را که عمدتاً توسط ایرانیان سکونت نداشتند، در «ایران» گنجانده بود. انیران شامل مناطقی می‌شد که از امپراتوری روم فتح شده بودند: سوریه، کاپادوکیه و کیلیکیا. موبد کرتیر، سی سال بعد، در کتیبه‌های خود فهرست صریح‌تری از استان‌های انیران ارائه داد، از جمله ارمنستان، گرجستان، آلبانی و بالاسگان، به همراه سوریه و آسیای صغیر. در ادبیات زرتشتی و احتمالاً در اندیشه سیاسی ساسانی نیز این اصطلاح بار مذهبی مشخصی دارد. یک فرد انیر صرفاً غیرا ایرانی نیست، بلکه به طور خاص غیر زرتشتی است. و انیر همچنین به پرستندگان دیوها (شیاطین) یا پیروان ادیان دیگر اطلاق می‌شود. اعراب و ترک‌ها انیر نامیده می‌شوند، همانطور که مسلمانان به طور کلی، دومی به شکلی پوشیده، نامیده می‌شوند.

## در سنگ‌نبشته‌ها
نخستین استفاده رسمی از این واژه در سنگ نبشته‌های شاپور یکم دیده شده‌است. او خود را «شاهنشاه ایران و انیران» معرفی کرده‌است. از آنجایی که این واژه در سنگ نگاره‌های اردشیر پاپکان دیده نمی‌شود، اینگونه برداشت شده که منظور او از انیران، در واقع اشاره به سرزمین‌هایی است که او در اردوکشی‌هایش به امپراتوری روم و شاهنشاهی کوشان فتح کرده‌است. شاپور در سنگ نبشته خود در کعبه زرتشت سوریه، کاپادوکیه و کیلیکیه را جز سرزمین‌های انیرانی فتح شده قلمداد کرده‌است.
«شاهنشاه ایران و انیران» در عنوان رسمی همه شاهنشاهان پساشاپور دیده می‌شود. سی سال پس از نخستین استفاده رسمی از این واژه، کرتیر موبدان موبد پرآوازه ساسانی قفقاز و ارمنستان را در میان سرزمین‌های انیرانی دسته‌بندی کرده‌است.

## در نوشته‌ها
هرچند قدیمی‌ترین منبعی که واژه انیران در آن دیده شده مربوط به دوران ساسانی است اما این واژه — همانند خود واژه ایران — بسیار قدیمی تر است. در خرده اوستا، اَنْ‌اَئیریا (anairya) برای اشاره به تورانیان به کار رفته‌است. تورانیان دشمنان اصلی مزداپرستان — که ایرانی‌اند — هستند و در سرزمین‌هایی که اهریمن خلق کرده‌است زندگی می‌کنند. این سرزمین آنسوی رود گیتی قرار دارد، رودی که سرزمین‌های اورمزد — که نخستینشان ایران ویج است — از سرزمین‌های اهریمن جدا می‌کند.
در نوشته‌های زرتشتی مربوط به سده‌های نهم تا دوازدهم، پادشاه افسانه ای تورانی، افراسیاب (در کنار ضحاک و اسکندر) منفورترین شخصیت‌هایی هستند که اهریمن علیه ایرانیان خلق کرده‌است. (زند وهمن یسن ۷٫۳۲؛ مینوی خرد ۸٫۲۹)
در حماسه فردوسی، شاهنامه، این حماسه سرا انیران را برابر با توران ترسیم می‌کند. البته او آن‌ها را به سرزمین‌های آنسوی آمودریا محدود می‌کند و آن‌ها را ترک می‌خواند. این اتفاق می‌تواند حاصل این باشد فردوسی انیران و توران را از دید خود در خراسان برداشت کرده‌است؛ زیرا در نوشته‌های اوستایی (وندیداد ۷٫۲؛ ۱۹٫۱) آمده‌است که سرزمین‌های اهریمن در شمال واقع شده‌اند. همچنین باید گفت که در این میان یک استثنا وجود دارد و آن این است که سرزمین ایرانی سغد — که توسط اورمزد خلق شده‌است و نه اهریمن — نیز در شمال واقع شده‌است.
در شاهنامه آمده‌است که فریدون سرزمین خود را — که همه گیتی را شامل می‌شود — بین پسران خود تقسیم می‌کند. او سرزمین‌های انیرانی را به سلم و تور می‌دهد و سرزمین ایران را به جوان‌ترین پسرش، ایرج. سرانجام این اتفاق اتحاد میان دو برادر بزرگتر، یعنی فرمانروایان سرزمین‌های انیرانی در برابر ایران است. در پایان این داستان ایرانیان به فرماندهی منوچهر، شاهزاده ایرانی، بر انیرانان پیروز می‌شوند.
برای فردوسی، تورانیان/انیرانان نیروهای اهریمنی‌ای هستند که همیشه مانع از دستیابی ایران‌زمین به آرامشند. موضوع اصلی شاهنامه کشمکش آن‌ها با ایرانیان است و بیشتر از نیمی از حماسه فردوسی به این مسئله اختصاص دارد. اتفاقات تراژیک و مرگ شاهان، شاهزادگان و پهلوانان ایرانی اغلب به دست تورانیان رقم می‌خورد. در این حماسه آمده‌است که یک تورانی به نام توربراتور زرتشت را در سن هفتاد و هفت سالگی در بلخ کشته‌است.